# Latin Freestyle
Latin Freestyle oder Miami Freestyle, kurz auch nur Freestyle genannt, ist eine frühe Stilrichtung der Elektronischen Tanzmusik.
Der Stil entstand in den frühen 1980er Jahren, als sich der Electro der Breakdance-Bewegung rasch wachsender Beliebtheit erfreute. Aus Verbindung mit Disco-, Hip-Hop- und Latin-Elementen entwickelte sich daraus der „Freestyle“. Er zeichnet sich durch 110 bis 130 Beats per minute, 4/4-Takt, Verwendung von Drumcomputer, Synkopisierung an die Basslinie, Gesang mit Refrain, „intelligente“ Keyboard-Kompositionen, progressivem Liedaufbau und häufig starken Einflüssen lateinamerikanischer Musik aus.
Die Popularität des Genres währte nur relativ kurze Zeit, den Höhepunkt erlebte der Freestyle im Jahr 1984, als der Song Let the Music Play von  Shannon in den internationalen Charts vertreten war. Dennoch beeinflusste der Freestyle die Popmusik der nachfolgenden Jahren in signifikanter Weise. 2000 war das Freestyle-Lied Summer Jam von The Underdog Project feat. Craig David erfolgreich.
Obwohl gerade die Musikrichtung Freestyle für die freie Improvisation bei Tanzschritten steht, sind dennoch besondere Tanzschritte in Formation beliebt.

## Bekannte Vertreter
- Alisha
- Jocelyn Enriquez
- Johnny O
- Lil Suzy
- Shannon
- Stevie B
- Sweet Sensation
- The KromOzone Project
- Timmy T